# Roy Nelson
Roy Nelson (Las Vegas, 20 giugno 1976) è un lottatore di arti marziali miste statunitense.
Combatte nella categoria dei pesi massimi per la promozione statunitense Bellator MMA. In passato ha combattuto nella UFC dopo aver vinto la decima edizione del reality show The Ultimate Fighter, nel quale ha fatto anche da allenatore nella sedicesima stagione. È stato inoltre l'ultimo campione dei pesi massimi della International Fight League.

## Biografia
Ha frequentato la Cimarron-Memorial High School praticando lotta libera, football e baseball. Si è allenato per qualche tempo anche nel Karate prima di cominciare a studiare il Kung Fu Shaolin all'età di quindici anni alla Ark Wong's Ng Ga Kuen.
Nel 1999 ha lavorato come magazziniere mentre nel 2000 ha cominciato a praticare BJJ sotto gli insegnamenti del veterano UFC John Lewis; dopo aver lavorato come insegnante, si è dedicato completamente alle MMA. In virtù delle sue abilità nel grappling nel 2003 ha preso parte alla prestigiosa ADCC Submission Wrestling World Championship.
È sposato con Jess Nelson e ha un figlio, Jackson. Il suo soprannome, Big Country, deriva dal fatto che all'inizio della sua carriera nelle MMA i suoi compagni di allenamento pensavano che provenisse da stati come Iowa e Oklahoma - famosi per il livello dei lottatori - proprio a causa della sua abilità nel wrestling.

## Caratteristiche tecniche
Sebbene dotato di una fisionomia tutt'altro che atletica, Nelson può vantare un non indifferente pugno da KO e una mascella letteralmente di granito, che gli ha permesso di resistere anche contro avversari noti per le loro mani pesanti. Nonostante si affidi principalmente al combattimento in piedi vanta anche una cintura nera nel Jiu jitsu brasiliano ottenuta sotto gli insegnamenti di Renzo Gracie il 26 agosto 2009.

## Carriera nelle arti marziali miste

### Inizi
Dopo una breve carriera nel rugby, Nelson diventa un lottatore professionista nel 2004 e mette insieme un record di 6-1 prima di firmare per la IFL. Qui prende parte alle competizioni come parte del Lion's Den, la palestra di Ken Shamrock, e nel 2007 vince il titolo dei pesi massimi, difendendolo per due volte prima che la federazione chiudesse i battenti.
Dopo la chiusura della IFL Nelson ha combattuto nella EliteXC contro l'ex campione UFC Andrei Arlovski e contro Jeff Monson nella federazione di Roy Jones Jr., perdendo in entrambe le occasioni in modo molto controverso.

### The Ultimate Fighter
Nel 2009 Nelson viene scelto come uno dei sedici contendenti che prenderanno parte alla nuova stagione del reality della UFC The Ultimate Fighter incentrata sui pesi massimi capitanati da Rashad Evans e Quinton "Rampage" Jackson. Nel suo primo incontro sconfigge l'ex street-fighter Kimbo Slice per KO tecnico al secondo round con una serie di pugni alla testa; all'epoca questa fu la trasmissione più vista nella storia delle MMA con un rating di 3.7 e il combattimento stesso registrò sei milioni di spettatori.
Nei quarti di finale Big Country sconfigge Justin Wren per decisione a maggioranza mentre in semifinale superò James McSweeney per KO al primo round. Nella finalissima sconfigge per KO Brendan Schaub con un tremendo gancio destro diventando il vincitore del torneo e guadagnando un contratto valido per sei incontri nella UFC.

### Ultimate Fighting Championship
Al suo debutto ufficiale in UFC Nelson mise KO l'imponente Stefan Struve dopo soli trentanove secondi nel co-main event di UFC Fight Night 21 il 31 marzo 2010, vincendo il premio Knockout of the Night.
In seguito Nelson avrebbe dovuto affrontare Cheick Kongo, ma il francese dovette ritirarsi dall'incontro: il combattimento seguente lo disputò quindi contro il fortissimo brasiliano Junior dos Santos all'evento UFC 117 per determinare il primo sfidante al titolo dei pesi massimi. Big Country perse per decisione unanime ma fu in grado di resistere ai tremendi attacchi di dos Santos fino alla fine, diventando il primo uomo a portare il brasiliano a una decisione.
Dopo aver saltato un incontro previsto con Shane Carwin, il presidente della UFC Dana White annunciò che la carriera di Nelson era bloccata a causa delle sue contrattazioni con un'altra promozione: White rifiutò di specificare di quale federazione si trattasse ma fonti vicine a Big Country rivelarono potesse essere di nuovo la Square Ring Promotions di Roy Jones Jr. . Successivamente Nelson dichiarò al programma MMA Hour con Ariel Helwani che queste erano notizie vecchie e che poteva ancora lottare nella UFC senza problemi.
Il 28 maggio 2011 Nelson affrontò l'ex campione dei pesi massimi Frank Mir a UFC 130 perdendo per decisione unanime. Dopo l'incontro Dana White criticò Roy per la sua scarsa condizione atletica, mentre Nelson imputò la sua cattiva prestazione a un attacco influenzale e dichiarò la sua intenzione di perdere peso per poter combattere nella divisione dei pesi mediomassimi in futuro.
Il 29 ottobre 2011 Nelson tornò finalmente alla vittoria dopo le due sconfitte consecutive battendo "Cro Cop" Mirko Filipović a UFC 137 per KO tecnico al terzo round.
Nel 2012 combatté contro il brasiliano Fabricio Werdum, di ritorno dopo tre anni nella federazione: Nelson si fece dominare soprattutto nel clinch, venendo colpito più volte dalle ginocchiate di Werdum e subendo una meritata sconfitta. Entrambi gli atleti ottennero comunque il premio Fight of the Night.
Lo stesso anno avrebbe dovuto affrontare Antonio Silva, ma la card dell'evento cambiò drasticamente e Nelson venne quindi abbinato al più abbordabile Dave Herman: Nelson tornò alla vittoria per KO in meno di un minuto, ottenendo di nuovo il premio Knockout of the Night.
Verso la fine del 2012 venne scelto come allenatore nella sedicesima stagione di The Ultimate Fighter come capitano della squadra opposta a quella di Shane Carwin: la sfida tra i due avrebbe dovuto svolgersi il 1º dicembre, ma a causa di un infortunio capitato al rivale Nelson affrontò Matt Mitrione, vincendo per KO nel primo round. Nel 2013 si ripeté contro il gatekeeper di categoria Cheick Kongo con un altro veloce KO.
La corsa di Nelson verso la top 5 di categoria viene bruscamente arrestata da Stipe Miočić, che domina Nelson in tutti e tre i round dell'incontro disputatosi nel giugno 2013. Successivamente alla sconfitta Nelson firma un nuovo contratto con la UFC valido per nove incontri mentre nello stesso anno viene meritatamente sconfitto dal contendente numero due dei ranking ed ex campione Strikeforce Daniel Cormier.
Torna alla vittoria nel 2014 mettendo KO la leggenda delle MMA Antônio Rodrigo "Minotauro" Nogueira e venne premiato con il riconoscimento Performance of the Night. Lo stesso anno subisce la seconda sconfitta per KO in carriera quando in Giappone cade faccia a terra dopo essere stato colpito da un poderoso montante dell'ex campione K-1 Mark Hunt. A marzo perde nuovamente contro il veterano Alistair Overeem per decisione unanime. A settembre 2015 affronta in Giappone il veterano Josh Barnett: dopo un incontro durato ben cinque riprese e caratterizzato quasi esclusivamente dalla lotta in clinch contro la gabbia, Nelson viene sconfitto per decisione unanime.
Come primo incontro del 2016 Nelson affrontò a febbraio Jared Rosholt, vincendo per decisione unanime un match poco entusiasmante. Il 7 luglio affrontò Derrick Lewis: al primo round Nelson si trovò in netta difficoltà contro lo striking del suo avversario, venendo colpito numerose volte al corpo e al volto; nel secondo e nel terzo round cambiò tattica, cominciando ad effettuare numerosi takedown, ma nonostante questo Nelson perse l'incontro per decisione non unanime.
Il 24 settembre dovette affrontare Antonio Silva. Al quarto minuto del secondo round Nelson andò a segno con un potente montante destro mandando al tappeto Silva, dopodiché pose fine all'incontro per KO con una serie di pugni al volto. Dopo la fine del match Nelson se la prese con l'arbitro Jon McCarthy per aver interrotto l'incontro troppo tardi, facendo subire a Silva dei colpi non necessari. A causa del calcio sferrato all'arbitro, Nelson venne sospeso per nove mesi. Il 15 aprile 2017 perde per decisione unanime contro Aleksandr Volkov.

### Bellator MMA
Nel maggio 2017 viene annunciato che il contratto di Nelson con la UFC era scaduto il mese precedente e che Big Country ha firmato un contratto per più incontri con la Bellator MMA.
Il debutto di Nelson nella nuova federazione avviene il 23 settembre contro Javy Ayala vincendo per decisione unanime. Il 16 febbraio 2018 affronta per la seconda volta in carriera Matt Mitrione nei quarti di finale del torneo a otto uomini per decretare il nuovo campione dei pesi massimi, ma viene sconfitto per decisione a maggioranza. Il 12 ottobre viene sconfitto per KO dal russo Sergei Kharitonov mentre il 16 febbraio 2019 viene sconfitto ai punti da Mirko "Cro Cop" Filipovic, che riscatta così la sconfitta patita nel primo match contro Big Country nel 2011.

## Risultati nelle arti marziali miste
Gli incontri segnati su sfondo grigio si riferiscono ad incontri di esibizione non ufficiali o comunque non validi per essere integrati nel record da professionista.
| Risultato | Record | Avversario               | Metodo                               | Evento                                                   | Data              | Round | Tempo | Città                    | Note                                                     |
| --------- | ------ | ------------------------ | ------------------------------------ | -------------------------------------------------------- | ----------------- | ----- | ----- | ------------------------ | -------------------------------------------------------- |
| Sconfitta | 23-19  | Valentin Moldavsky       | Decisione (unanime)                  | Bellator 244                                             | 21 agosto 2020    | 3     | 5:00  | Uncasville, Stati Uniti  |                                                          |
| Sconfitta | 23-18  | Frank Mir                | Decisione (unanime)                  | Bellator 231                                             | 25 ottobre 2019   | 3     | 5:00  | Uncasville, Stati Uniti  |                                                          |
| Sconfitta | 23-17  | Mirko Cro Cop            | Decisione (unanime)                  | Bellator 216                                             | 16 febbraio 2019  | 3     | 5:00  | Uncasville, Stati Uniti  |                                                          |
| Sconfitta | 23-16  | Sergei Kharitonov        | KO (pugni)                           | Bellator 207                                             | 12 ottobre 2018   | 1     | 4:59  | Uncasville, Stati Uniti  |                                                          |
| Sconfitta | 23-15  | Matt Mitrione            | Decisione (maggioranza)              | Bellator 194                                             | 16 febbraio 2018  | 3     | 5:00  | Uncasville, Stati Uniti  | Quarti di finale del Bellator Heavyweight Grand Prix     |
| Vittoria  | 23-14  | Javy Ayala               | Decisione (unanime)                  | Bellator 183                                             | 24 settembre 2017 | 3     | 5:00  | San Jose, Stati Uniti    | Debutto in Bellator MMA                                  |
| Sconfitta | 22-14  | Aleksandr Volkov         | Decisione (unanime)                  | UFC on Fox: Johnson vs. Reis                             | 15 aprile 2017    | 3     | 5:00  | Kansas City, Stati Uniti |                                                          |
| Vittoria  | 22-13  | Antônio Silva            | KO (pugni)                           | UFC Fight Night: Cyborg vs. Lansberg                     | 24 settembre 2016 | 2     | 4:10  | Brasilia, Brasile        |                                                          |
| Sconfitta | 21-13  | Derrick Lewis            | Decisione (non unanime)              | UFC Fight Night: dos Anjos vs. Alvarez                   | 7 luglio 2016     | 3     | 5:00  | Las Vegas, Stati Uniti   |                                                          |
| Vittoria  | 21-12  | Jared Rosholt            | Decisione (unanime)                  | UFC Fight Night: Hendricks vs. Thompson                  | 6 febbraio 2016   | 3     | 5:00  | Las Vegas, Stati Uniti   |                                                          |
| Sconfitta | 20-12  | Josh Barnett             | Decisione (unanime)                  | UFC Fight Night: Barnett vs. Nelson                      | 27 settembre 2015 | 5     | 5:00  | Saitama, Giappone        |                                                          |
| Sconfitta | 20-11  | Alistair Overeem         | Decisione (unanime)                  | UFC 185: Pettis vs. dos Anjos                            | 14 marzo 2015     | 3     | 5:00  | Dallas, Stati Uniti      |                                                          |
| Sconfitta | 20-10  | Mark Hunt                | KO (pugno)                           | UFC Fight Night: Hunt vs. Nelson                         | 20 settembre 2014 | 2     | 3:00  | Saitama, Giappone        |                                                          |
| Vittoria  | 20-9   | Antônio Rodrigo Nogueira | KO (pugno)                           | UFC Fight Night: Minotauro vs. Nelson                    | 11 aprile 2014    | 1     | 3:37  | Abu Dhabi, EAU           | Performance of the Night                                 |
| Sconfitta | 19-9   | Daniel Cormier           | Decisione (unanime)                  | UFC 166: Velasquez vs. dos Santos 3                      | 19 ottobre 2013   | 3     | 5:00  | Houston, Stati Uniti     |                                                          |
| Sconfitta | 19-8   | Stipe Miočić             | Decisione (unanime)                  | UFC 161: Evans vs. Henderson                             | 15 giugno 2013    | 3     | 5:00  | Winnipeg, Canada         |                                                          |
| Vittoria  | 19-7   | Cheick Kongo             | KO (pugno)                           | UFC 159: Jones vs. Sonnen                                | 27 aprile 2013    | 1     | 2:03  | Newark, Stati Uniti      | KO of the Night                                          |
| Vittoria  | 18-7   | Matt Mitrione            | KO Tecnico (pugni)                   | The Ultimate Fighter: Team Carwin vs. Team Nelson Finale | 15 dicembre 2012  | 1     | 2:58  | Las Vegas, Stati Uniti   |                                                          |
| Vittoria  | 17-7   | Dave Herman              | KO (pugno)                           | UFC 146: Dos Santos vs. Mir                              | 26 maggio 2012    | 1     | 0:51  | Las Vegas, Stati Uniti   | KO of the Night                                          |
| Sconfitta | 16-7   | Fabrício Werdum          | Decisione (unanime)                  | UFC 143: Diaz vs. Condit                                 | 4 febbraio 2012   | 3     | 5:00  | Las Vegas, Stati Uniti   | Fight of the Night                                       |
| Vittoria  | 16–6   | Mirko Filipović          | KO Tecnico (pugni)                   | UFC 137: Penn vs. Diaz                                   | 29 ottobre 2011   | 3     | 1:30  | Las Vegas, Stati Uniti   |                                                          |
| Sconfitta | 15–6   | Frank Mir                | Decisione (unanime)                  | UFC 130: Rampage vs. Hamill                              | 28 maggio 2011    | 3     | 5:00  | Las Vegas, Stati Uniti   |                                                          |
| Sconfitta | 15–5   | Junior dos Santos        | Decisione (unanime)                  | UFC 117: Silva vs. Sonnen                                | 7 agosto 2010     | 3     | 5:00  | Oakland, Stati Uniti     |                                                          |
| Vittoria  | 15–4   | Stefan Struve            | KO Tecnico (pugni)                   | UFC Fight Night: Florian vs. Gomi                        | 31 marzo 2010     | 1     | 0:39  | Charlotte, Stati Uniti   | KO of the Night                                          |
| Vittoria  | 14–4   | Brendan Schaub           | KO (pugno)                           | The Ultimate Fighter: Heavyweights Finale                | 5 dicembre 2009   | 1     | 3:45  | Las Vegas, Stati Uniti   | Vince il torneo dei pesi massimi TUF 10, KO of the Night |
| Vittoria  | NU     | James McSweeney          | KO Tecnico (colpi)                   | The Ultimate Fighter 10                                  | 2 dicembre 2009   | 1     | 4:13  | Las Vegas, Stati Uniti   | Semifinale del torneo dei pesi massimi TUF 10            |
| Vittoria  | NU     | Justin Wren              | Decisione (maggioranza)              | The Ultimate Fighter 10                                  | 11 novembre 2009  | 2     | 5:00  | Las Vegas, Stati Uniti   | Quarti di finale del torneo dei pesi massimi TUF 10      |
| Vittoria  | NU     | Kimbo Slice              | KO Tecnico (colpi)                   | The Ultimate Fighter 10                                  | 29 settembre 2009 | 2     | 2:01  | Las Vegas, Stati Uniti   | Preliminare del torneo dei pesi massimi TUF 10           |
| Sconfitta | 13–4   | Jeff Monson              | Decisione (unanime)                  | SRP: March Badness                                       | 21 marzo 2009     | 3     | 5:00  | Pensacola, Stati Uniti   |                                                          |
| Sconfitta | 13–3   | Andrei Arlovski          | KO (pugno)                           | EliteXC: Heat                                            | 4 ottobre 2008    | 2     | 3:14  | Sunrise, Stati Uniti     |                                                          |
| Vittoria  | 13–2   | Brad Imes                | KO Tecnico (pugni)                   | IFL: Connecticut                                         | 16 maggio 2008    | 1     | 2:55  | Uncasville, Stati Uniti  | Difende il titolo dei pesi massimi IFL                   |
| Vittoria  | 12–2   | Fabiano Scherner         | KO Tecnico (pugni)                   | IFL: Las Vegas                                           | 29 febbraio 2008  | 1     | 3:20  | Las Vegas, Stati Uniti   | Difende il titolo dei pesi massimi IFL                   |
| Vittoria  | 11–2   | Antoine Jaoude           | KO (pugno)                           | IFL: World Grand Prix Finals                             | 29 dicembre 2007  | 2     | 0:22  | Uncasville, Stati Uniti  | Vince il titolo dei pesi massimi IFL                     |
| Vittoria  | 10–2   | Bryan Vetell             | KO Tecnico (pugni)                   | IFL: World Grand Prix Semifinals                         | 3 novembre 2007   | 3     | 1:01  | Chicago, Stati Uniti     | Semifinale dell'IFL 2007 Heavyweight Grand Prix          |
| Vittoria  | 9–2    | Shane Ott                | Decisione (unanime)                  | IFL: Las Vegas                                           | 16 giugno 2007    | 3     | 4:00  | Las Vegas, Stati Uniti   |                                                          |
| Sconfitta | 8–2    | Ben Rothwell             | Decisione (non unanime)              | IFL: Moline                                              | 7 aprile 2007     | 3     | 4:00  | Moline, Stati Uniti      |                                                          |
| Vittoria  | 8–1    | Mario Rinaldi            | KO Tecnico (pugni)                   | BodogFight: Costa Rica Combat                            | 17 febbraio 2007  | 1     | 2:38  | Costa Rica               |                                                          |
| Vittoria  | 7–1    | Vince Lucero             | KO Tecnico (pugni)                   | IFL: Oakland                                             | 19 gennaio 2007   | 1     | 1:55  | Oakland, Stati Uniti     |                                                          |
| Sconfitta | 6–1    | Josh Curran              | Decisione (unanime)                  | Bodog Fight: Clash of the Nations                        | 16 dicembre 2006  | 3     | 5:00  | San Pietroburgo, Russia  |                                                          |
| Vittoria  | 6–0    | Jerome Smith             | Sottomissione (triangolo di braccio) | FightForce: Butte Brawl 2                                | 22 luglio 2006    | 1     | 4:13  | Butte, Stati Uniti       |                                                          |
| Vittoria  | 5–0    | Jason Godsey             | Sottomissione (rear naked choke)     | FightForce: Butte Brawl 1                                | 6 maggio 2006     | 1     | 4:42  | Butte, Stati Uniti       |                                                          |
| Vittoria  | 4–0    | Michael Buchkovich       | Sottomissione (rear naked choke)     | World Extreme Fighting 17                                | 1º aprile 2006    | 1     | 0:56  | Las Vegas, Stati Uniti   |                                                          |
| Vittoria  | 3–0    | Ray Seraile              | KO Tecnico (sottomissione ai pugni)  | PXC 3: Return of the Enforcer                            | 28 agosto 2004    | 2     | 3:41  | Mangilao, Guam           |                                                          |
| Vittoria  | 2–0    | Jerry Vrbanovic          | Decisione (non unanime)              | Rage on the River                                        | 17 aprile 2004    | 3     | 3:00  | Redding, Stati Uniti     | Vince il torneo dei pesi massimi Rage on the River       |
| Vittoria  | 1–0    | Bo Cantrell              | Sottomissione (hammerlock)           | Rage on the River                                        | 17 aprile 2004    | 3     | 2:52  | Redding, Stati Uniti     | Semifinale del torneo dei pesi massimi Rage on the River |

## Filmografia
- Kickboxer: Retaliation, regia di Dimitri Logothetis (2018)